# 1812 en musique classique
| \| • Retour à la chronologie générale de la musique classique • \| |
| Grèce • Rome • Haut Moyen Âge • VIIIe siècle • IXe siècle • Xe siècle • XIe siècle XIIe siècle • XIIIe siècle • XIVe siècle • XVe siècle • XVIe siècle • XVIIe siècle XVIIIe siècle • XIXe siècle • XXe siècle • XXIe siècle |
| • Retour à la chronologie générale de la musique classique • |

| Années en musique classique : 1809 - 1810 - 1811 - 1812 - 1813 - 1814 - 1815    |
| Décennies en musique classique : 1780 - 1790 - 1800 - 1810 - 1820 - 1830 - 1840 |

Cet article présente les faits marquants de l'année 1812 en musique.

## Événements
- 8 janvier : L'inganno felice, opéra de Rossini, créé au théâtre San Moisè de Venise.
- 9 février : Le Roi Étienne, musique de Beethoven, créé à Pest, en Hongrie.
- 14 mars : Ciro in Babilonia, opéra de Rossini, créé au Teatro communale de Ferrare.
- 30 mars : La vedova stravagante de Pietro Generali, à la Scala de Milan.
- 4 avril : Jean de Paris, opéra de Boieldieu, créé à Paris.
- 18 mai : Demetrio e Polibio, opéra de Rossini, créé au Teatro Valle de Rome.
- 26 septembre : La pietra del paragone, opéra de Rossini, créé à la Scala de Milan.
- 29 novembre : Premier concert la Société philharmonique de Vienne nouvellement créée, avec l'oratorio Timotheus de Haendel, joué dans le manège d'hiver de l'École d'équitation de Vienne à la Hofburg.
- 23 décembre : Jephthas Gelübde, premier opéra de Meyerbeer, créé au Hofoper de Munich.

Date indéterminée
- Beethoven compose ses 7e symphonie et 8e symphonie.
- Jean de Paris, opéra-comique de Boïeldieu.
- Iwan Müller, un clarinettiste estonien du Théâtre italien de Paris modifie la clarinette par l'ajout de 13 clés supplémentaires.
- L'inganno felice, opéra semi-seria de Rossini, créé à Venise dans le théâtre San Moisè.
- Création de l'Allgemeine Musik-Gesellschaft Zürich.
- Création de La scala di seta (L'Échelle de soie), un opéra de Gioachino Rossini.

## Œuvre faisant référence à l'année 1812
- En 1880, le compositeur romantique russe Piotr Tchaïkovski compose l'ouverture 1812, une pièce symphonique descriptive qui raconte, 68 ans après l'événement, l'histoire de la bataille de la Moskova ou bataille de Borodino entre l'armée française de Napoléon et l'armée russe qui eut lieu en Russie en 1812.

## Prix de Rome
1er Prix : Ferdinand Hérold, 2e Prix : Félix Cazot avec la cantate La Duchesse de la Vallière.

## Naissances

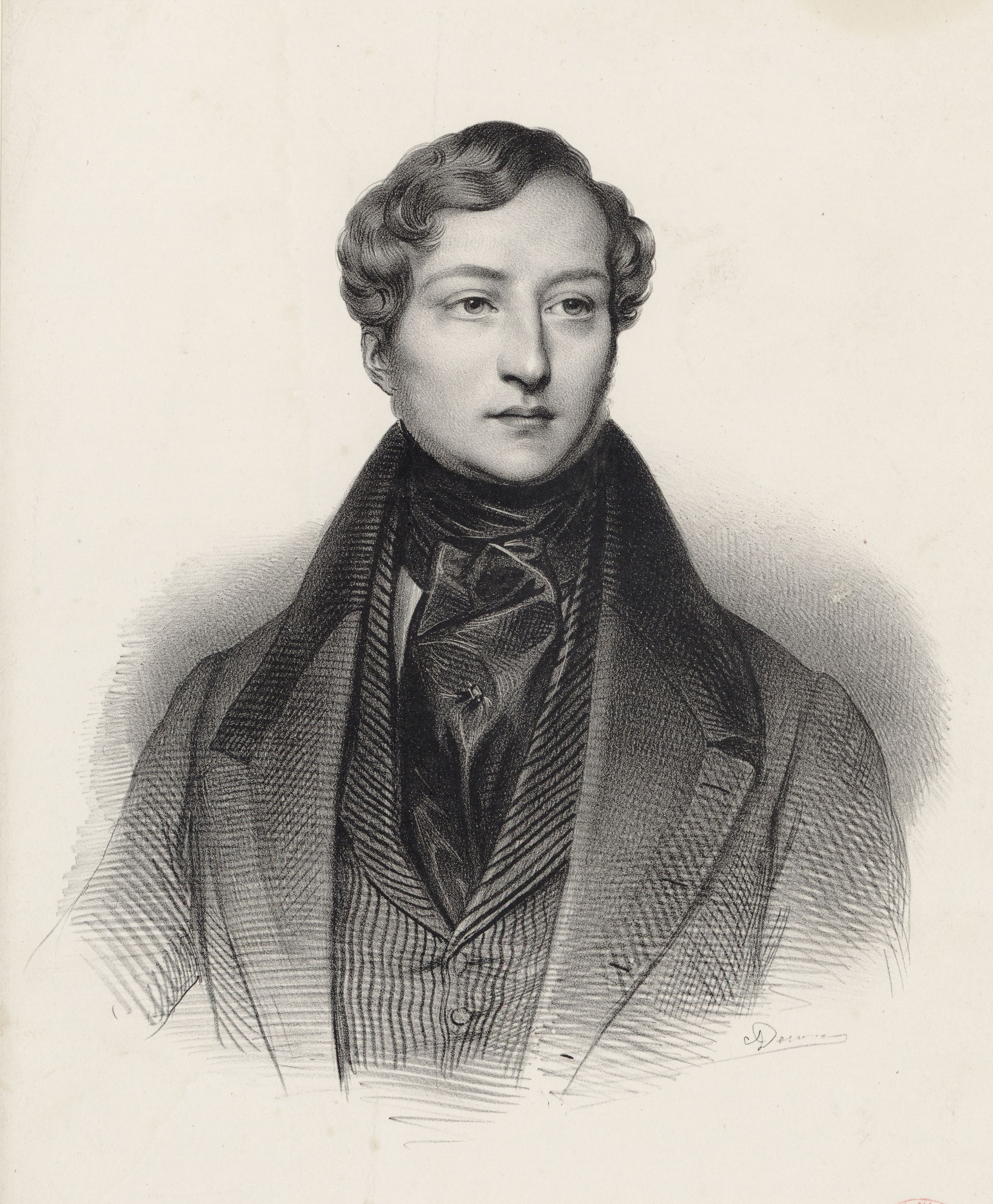
Sigismund Thalberg

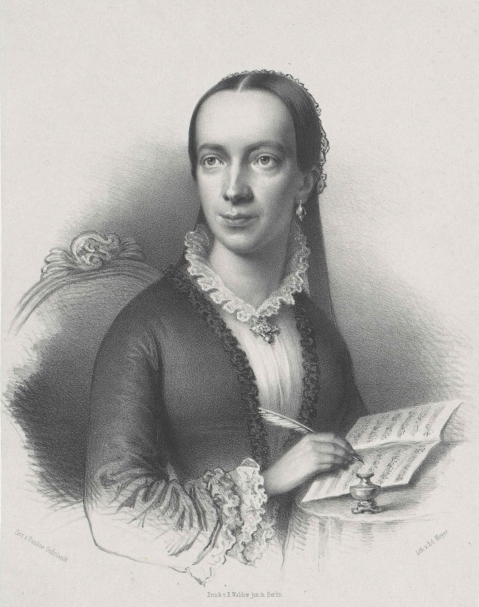
Emilie Mayer

- 7 janvier : Sigismund Thalberg, pianiste et compositeur autrichien († 27 avril 1871).
- 19 février : Lauro Rossi, compositeur italien d'opéras († 5 mai 1885).
- 25 février : Céleste Alkan, cantatrice française († 25 décembre 1897).
- 1er mars : Louis Dorus, flûtiste français († 9 juin 1896).
- 11 mars : William Vincent Wallace, pianiste et compositeur irlandais († 12 octobre 1865).
- 23 avril : Louis-Antoine Jullien, compositeur et chef d'orchestre français († 14 mars 1860).
- 27 avril : Friedrich von Flotow, compositeur allemand († 24 janvier 1883).
- 14 mai : Emilie Mayer, compositrice allemande († 10 avril 1883).
- 8 juin : Heinrich Wilhelm Ernst, violoniste, altiste et compositeur morave († 8 octobre 1865).
- 14 juin : François-Emile Rignault, violoncelliste français († 15 mars 1895).
- 21 juin : Félix Danjou, organiste de la Cathédrale Notre-Dame de Paris († 4 mars 1866).
- 14 juillet : Johann Adam Heckel, facteur d'instruments de musique allemand, qui a amélioré le basson et la clarinette († 13 avril 1877).
- 25 septembre : Jean-Baptiste Singelée, violoniste, chef d'orchestre et compositeur belge († 29 septembre 1875).
- 1er octobre : Johann Rufinatscha, compositeur autrichien († 25 mai 1893).
- 4 octobre : Fanny Tacchinardi-Persiani, soprano italienne († 8 mai 1867).
- 31 octobre : Johannes Gijsbertus Bastiaans, organiste, compositeur et théoricien de la musique néerlandais, († 16 février 1875).
- 3 novembre : Christian Ludewig Theodor Winkelmann, facteur de piano allemand († 7 février 1875).
- 2 décembre : Maurice Bourges, compositeur, musicographe et critique musical français († 15 mars 1881).
- 6 décembre : Gustave Vaëz, librettiste et traducteur de livrets d’opéra belge († 12 mars 1862).
- 12 décembre : Georges-Joseph de Momigny, compositeur français († 9 janvier 1882).
- 15 décembre : Stanislaw Szczepanowski, guitariste et compositeur polonais († 1877).
- 20 décembre : Achille Peri, compositeur et chef d'orchestre italien († 28 mars 1880).

## Décès

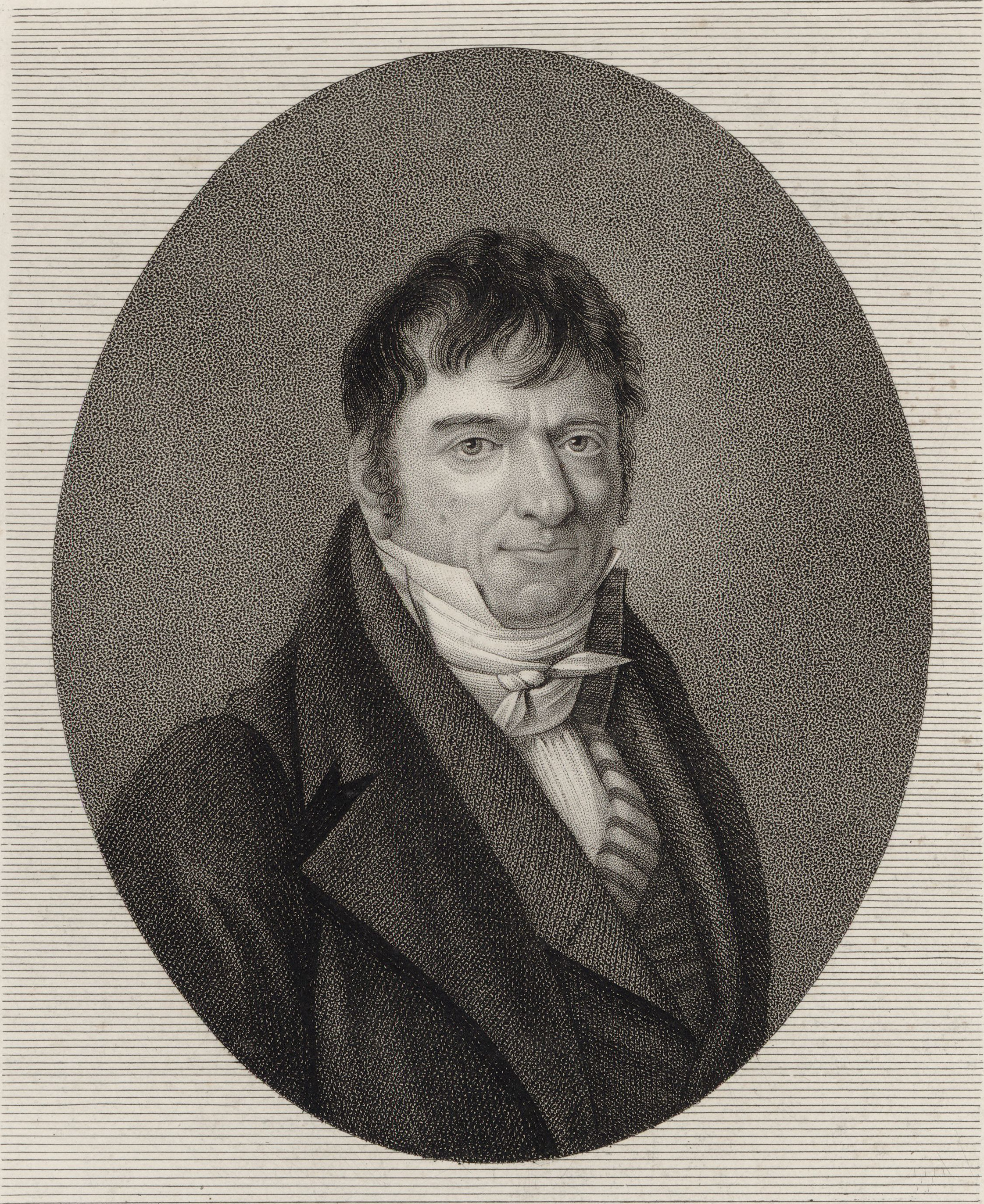
Jean-Pierre Solié

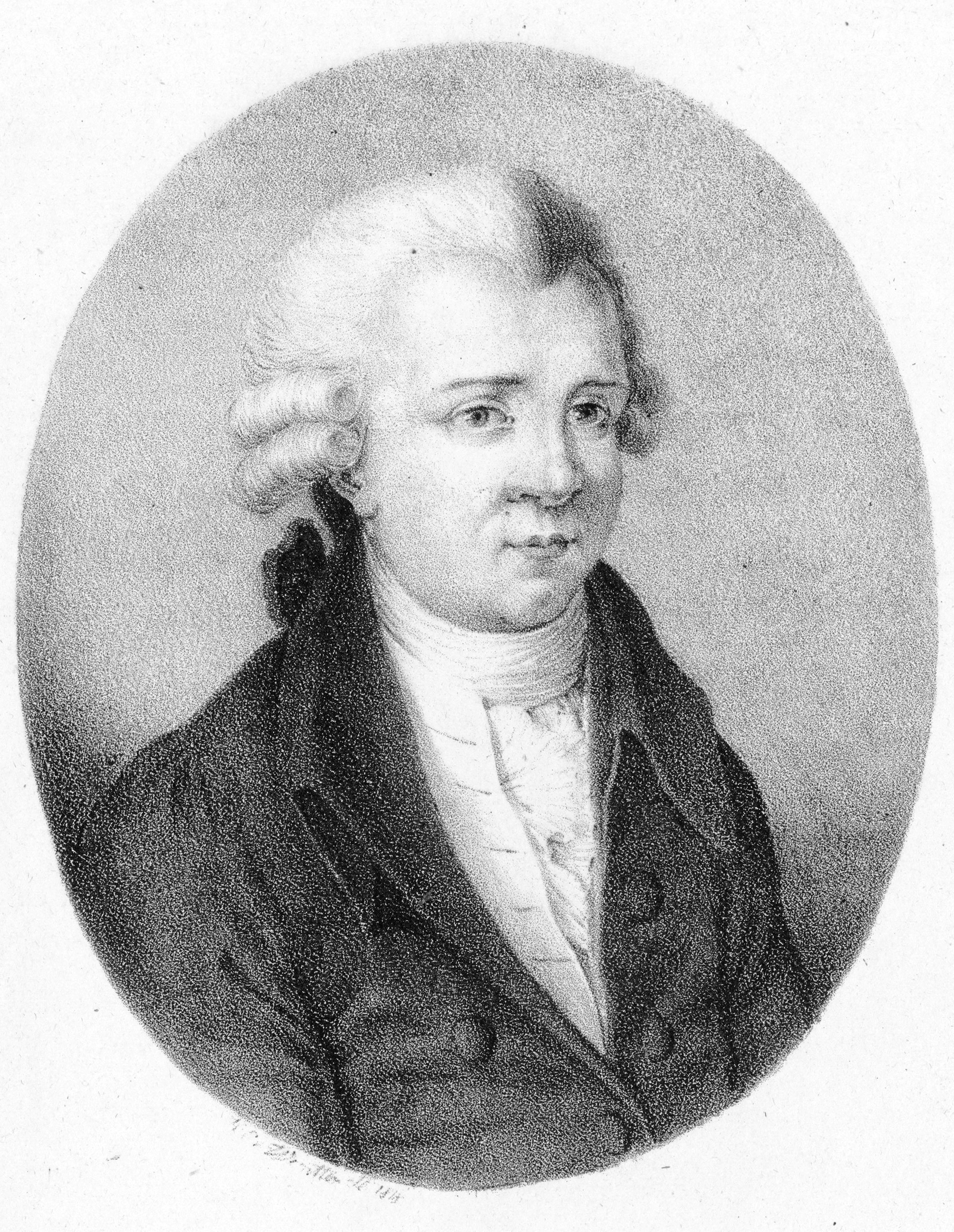
Antonio Tozzi

- 9 février : Franz Anton Hoffmeister, compositeur allemand (° 12 mai 1754).
- 20 mars : Jan Ladislav Dussek, compositeur et pianiste tchèque (° 12 février 1760).
- 13 mai : Johannes Matthias Sperger, compositeur et contrebassiste autrichien, (° 23 mars 1750).
- 21 mai : Joseph Woelfl, compositeur et pianiste autrichien, (° 24 décembre 1773).
- 15 juin : Anton Stadler, clarinettiste autrichien (° 28 juin 1753).
- 17 juillet : John Broadwood, facteur de pianos écossais (° 6 octobre 1732).
- 22 juillet : Antoinette Saint-Huberty, cantatrice française (° 15 décembre 1756).
- 26 juillet : Johann Friedrich Hugo von Dalberg, freiherr, compositeur, pianiste amateur et auteur allemand (° 17 mai 1760).
- 6 août : Jean-Pierre Solié, compositeur et chanteur d'opéra français (° 1755).
- 19 août : Vincenzo Righini, compositeur italien d'opéras (° 22 janvier 1756).
- 8 septembre : Heinrich Philipp Bossler, imprimeur et éditeur de musique allemand (° 22 juillet 1744).
- 21 septembre : Emanuel Schikaneder, acteur, chanteur, metteur en scène, poète et directeur de théâtre (° 1er septembre 1751).
- 28 octobre : Joseph Baehr, clarinettiste allemand (° 18 mai 1744).
- décembre : Michel-Joseph Gebauer, compositeur et hautboïste français (° 1763).
- 13 décembre : Marianne de Martines, chanteuse, pianiste et compositrice viennoise (° 4 mai 1744).

Date indéterminée
- Antonio Tozzi, compositeur italien (° 1726).